# Gianluca Busio
Gianluca Cristiano Busio (Greensboro, 28 maggio 2002) è un calciatore statunitense, centrocampista del Venezia e della nazionale statunitense.

## Biografia
Figlio di una statunitense di New York e di un italiano di Brescia trasferitosi negli Stati Uniti all'età di 21 anni, possiede la cittadinanza italiana. Ultimo di tre figli, considera il fratello maggiore Matteo (anch'egli calciatore, ma a livello universitario) come la sua fonte d'ispirazione e motivazione principale per raggiungere i suoi obiettivi sportivi. Ha giocato a calcio fin dall'età di tre anni, pur avendo provato anche la pallacanestro e il football americano durante il periodo delle scuole medie.

## Caratteristiche tecniche
Impiegato inizialmente su tutti i fronti dell'attacco, nel tempo la sua versatilità l'ha spinto ad arretrare a centrocampo, venendo impiegato come mezzala, regista e trequartista.
Rapido e ambidestro, è abile sia nella fase difensiva, in cui si occupa di molti contrasti e recuperi del possesso palla, sia nella fase offensiva, in cui sfrutta le sue doti tecniche per servire occasioni da gol ai compagni o concludere in proprio, anche su calci di punizione.
Ha dichiarato di ispirarsi a Mesut Özil e ad Andrea Pirlo.

## Carriera

### Club

#### Sporting Kansas City
Il 25 agosto 2017 firma il primo contratto da professionista con lo Sporting Kansas City, diventando il secondo calciatore professionista più giovane dai tempi di Freddy Adu.
Il 14 aprile 2018 esordisce fra i professionisti nella USL con la maglia degli Swope Park Rangers, nel match giocato contro i Colorado Springs. Rientrato allo Sporting, il 28 luglio fa il suo esordio in MLS, subentrando al 77º minuto nella partita contro FC Dallas. La settimana successiva, gioca la prima partita da titolare contro gli Houston Dynamo e divenendo il terzo giocatore più giovane della lega americana a partire titolare in una partita.
Il 18 ottobre segna la prima rete da professionista contro i canadesi del Vancouver Whitecaps. Il 7 marzo 2019 esordisce a livello continentale subentrando, a pochi minuti dalla fine, nei quarti d'andata della Champions League contro i panamensi dell'Indep. La Chorrera.

#### Venezia
Il 6 agosto 2021 raggiunge un accordo col Venezia per trasferirsi a titolo definitivo. Il trasferimento viene finalizzato tre giorni dopo, diventando sia l'acquisto più costoso della storia dei lagunari, sia la cessione più redditizia della squadra statunitense. Esordisce con il club veneto il 27 agosto seguente in occasione della sconfitta per 3-0 contro l'Udinese. Il successivo 1º ottobre mette a segno la sua prima rete in Serie A firmando il gol del pareggio definitivo contro il Cagliari.

### Nazionale
Nel 2017 ha fatto parte della rappresentativa Under-15 vincitrice del Torneo delle Nazioni a Gradisca d'Isonzo, in cui ha giocato tutte e cinque le partite segnando tre reti.
Nel 2019 ha partecipato al mondiale Under-17 in Brasile, segnando l'unica rete della rappresentativa statunitense, eliminata nella fase a gironi del torneo.
Convocato per la Gold Cup 2021 (poi vinta dagli Stati Uniti), nel corso della competizione ha fatto il suo esordio con la nazionale maggiore nel successo per 1-0 contro Haiti del 12 luglio.
Dopo non essere stato convocato per i Mondiali 2022, viene chiamato per la Gold Cup 2023, in cui realizza il suo primo gol per la nazionale maggiore nel successo per 6-0 contro Trinidad e Tobago ai gironi.

## Statistiche

### Presenze e reti nei club
Statistiche aggiornate al 24 maggio 2025.
| Stagione                | Squadra                 | Campionato              | Campionato | Campionato | Coppe nazionali | Coppe nazionali | Coppe nazionali | Coppe continentali | Coppe continentali | Coppe continentali | Altre coppe | Altre coppe | Altre coppe | Totale | Totale |
| Stagione                | Squadra                 | Comp                    | Pres       | Reti       | Comp            | Pres            | Reti            | Comp               | Pres               | Reti               | Comp        | Pres        | Reti        | Pres   | Reti   |
| ----------------------- | ----------------------- | ----------------------- | ---------- | ---------- | --------------- | --------------- | --------------- | ------------------ | ------------------ | ------------------ | ----------- | ----------- | ----------- | ------ | ------ |
| 2018                    | Sporting K.C. II        | USL                     | 10         | 0          | -               | -               | -               | -                  | -                  | -                  | -           | -           | -           | 10     | 0      |
| 2019                    | Sporting K.C. II        | USL                     | 5          | 1          | -               | -               | -               | -                  | -                  | -                  | -           | -           | -           | 5      | 1      |
| 2020                    | Sporting K.C. II        | USL                     | 1          | 0          | -               | -               | -               | -                  | -                  | -                  | -           | -           | -           | 1      | 0      |
| Totale Sporting K.C. II | Totale Sporting K.C. II | Totale Sporting K.C. II | 16         | 1          |                 | -               | -               |                    | -                  | -                  |             | -           | -           | 16     | 1      |
| 2018                    | Sporting K.C.           | MLS                     | 7          | 1          | USOC            | 1               | 0               | -                  | -                  | -                  | -           | -           | -           | 8      | 1      |
| 2019                    | Sporting K.C.           | MLS                     | 22         | 3          | USOC            | 1               | 0               | CCL                | 3                  | 0                  | -           | -           | -           | 26     | 3      |
| 2020                    | Sporting K.C.           | MLS                     | 16+2       | 1+1        | -               | -               | -               | -                  | -                  | -                  | MiB         | 5           | 0           | 23     | 2      |
| gen.-ago. 2021          | Sporting K.C.           | MLS                     | 13         | 2          | USOC            | -               | -               | -                  | -                  | -                  | -           | -           | -           | 13     | 2      |
| Totale Sporting K.C.    | Totale Sporting K.C.    | Totale Sporting K.C.    | 58+2       | 7+1        |                 | 2               | 0               |                    | 3                  | 0                  |             | 5           | 0           | 70     | 8      |
| 2021-2022               | Venezia                 | A                       | 29         | 1          | CI              | 0               | 0               | -                  | -                  | -                  | -           | -           | -           | 29     | 1      |
| 2022-2023               | Venezia                 | B                       | 28         | 0          | CI              | -               | -               | -                  | -                  | -                  | -           | -           | -           | 28     | 0      |
| 2023-2024               | Venezia                 | B                       | 37+4       | 7+0        | CI              | 1               | 0               | -                  | -                  | -                  | -           | -           | -           | 42     | 7      |
| 2024-2025               | Venezia                 | A                       | 33         | 2          | CI              | -               | -               | -                  | -                  | -                  | -           | -           | -           | 33     | 2      |
| Totale Venezia          | Totale Venezia          | Totale Venezia          | 127+4      | 10         |                 | 1               | 0               |                    | -                  | -                  |             | -           | -           | 132    | 10     |
| Totale carriera         | Totale carriera         | Totale carriera         | 201+6      | 18+1       |                 | 3               | 0               |                    | 3                  | 0                  |             | 5           | 0           | 218    | 19     |

### Cronologia presenze e reti in Nazionale
| Cronologia completa delle presenze e delle reti in nazionale ― Stati Uniti | Cronologia completa delle presenze e delle reti in nazionale ― Stati Uniti | Cronologia completa delle presenze e delle reti in nazionale ― Stati Uniti | Cronologia completa delle presenze e delle reti in nazionale ― Stati Uniti | Cronologia completa delle presenze e delle reti in nazionale ― Stati Uniti | Cronologia completa delle presenze e delle reti in nazionale ― Stati Uniti | Cronologia completa delle presenze e delle reti in nazionale ― Stati Uniti | Cronologia completa delle presenze e delle reti in nazionale ― Stati Uniti |
| Data                                                                       | Città                                                                      | In casa                                                                    | Risultato                                                                  | Ospiti                                                                     | Competizione                                                               | Reti                                                                       | Note                                                                       |
| -------------------------------------------------------------------------- | -------------------------------------------------------------------------- | -------------------------------------------------------------------------- | -------------------------------------------------------------------------- | -------------------------------------------------------------------------- | -------------------------------------------------------------------------- | -------------------------------------------------------------------------- | -------------------------------------------------------------------------- |
| 12-7-2021                                                                  | Kansas City                                                                | Stati Uniti                                                                | 1 – 0                                                                      | Haiti                                                                      | Gold Cup 2021 - 1º turno                                                   | -                                                                          | 62’                                                                        |
| 15-7-2021                                                                  | Kansas City                                                                | Martinica                                                                  | 1 – 6                                                                      | Stati Uniti                                                                | Gold Cup 2021 - 1º turno                                                   | -                                                                          |                                                                            |
| 18-7-2021                                                                  | Kansas City                                                                | Stati Uniti                                                                | 1 – 0                                                                      | Canada                                                                     | Gold Cup 2021 - 1º turno                                                   | -                                                                          | 74’                                                                        |
| 25-7-2021                                                                  | Arlington                                                                  | Stati Uniti                                                                | 1 – 0                                                                      | Giamaica                                                                   | Gold Cup 2021 - Quarti di finale                                           | -                                                                          |                                                                            |
| 29-7-2021                                                                  | Austin                                                                     | Qatar                                                                      | 0 – 1                                                                      | Stati Uniti                                                                | Gold Cup 2021 - Semifinale                                                 | -                                                                          | 63’                                                                        |
| 1-8-2021                                                                   | Paradise                                                                   | Stati Uniti                                                                | 1 – 0 dts                                                                  | Messico                                                                    | Gold Cup 2021 - Finale                                                     | -                                                                          | 87’                                                                        |
| 13-10-2021                                                                 | Columbus                                                                   | Stati Uniti                                                                | 2 – 1                                                                      | Costa Rica                                                                 | Qual. Mondiali 2022                                                        | -                                                                          | 73’                                                                        |
| 16-11-2021                                                                 | Kingston                                                                   | Giamaica                                                                   | 1 – 1                                                                      | Stati Uniti                                                                | Qual. Mondiali 2022                                                        | -                                                                          |                                                                            |
| 27-3-2022                                                                  | Orlando                                                                    | Stati Uniti                                                                | 5 – 1                                                                      | Panama                                                                     | Qual. Mondiali 2022                                                        | -                                                                          | 71’                                                                        |
| 28-6-2023                                                                  | Saint Louis                                                                | Saint Kitts e Nevis                                                        | 0 – 6                                                                      | Stati Uniti                                                                | Gold Cup 2023 - 1º turno                                                   | -                                                                          | 46’                                                                        |
| 2-7-2023                                                                   | Charlotte                                                                  | Stati Uniti                                                                | 6 – 0                                                                      | Trinidad e Tobago                                                          | Gold Cup 2023 - 1º turno                                                   | 1                                                                          |                                                                            |
| 9-7-2023                                                                   | Cincinnati                                                                 | Stati Uniti                                                                | 2 – 2 dts (3 – 2 dtr)                                                      | Canada                                                                     | Gold Cup 2023 - Quarti di finale                                           | -                                                                          |                                                                            |
| 12-7-2023                                                                  | San Diego                                                                  | Stati Uniti                                                                | 1 – 1 dts (4 – 5 dtr)                                                      | Panama                                                                     | Gold Cup 2023 - Semifinale                                                 | -                                                                          | 104’                                                                       |
| 12-10-2024                                                                 | Austin                                                                     | Stati Uniti                                                                | 2 – 0                                                                      | Panama                                                                     | Amichevole                                                                 | -                                                                          | 67’                                                                        |
| 15-10-2024                                                                 | Guadalajara                                                                | Messico                                                                    | 2 – 0                                                                      | Stati Uniti                                                                | Amichevole                                                                 | -                                                                          | 63’                                                                        |
| 14-11-2024                                                                 | Kingston                                                                   | Giamaica                                                                   | 0 – 1                                                                      | Stati Uniti                                                                | CONCACAF Nations League 2024-2025 - Quarti di finale                       | -                                                                          | 72’                                                                        |
| 18-11-2024                                                                 | Saint Louis                                                                | Stati Uniti                                                                | 4 – 2                                                                      | Giamaica                                                                   | CONCACAF Nations League 2024-2025 - Quarti di finale                       | -                                                                          | 69’                                                                        |
| Totale                                                                     |                                                                            | Presenze                                                                   | 17                                                                         |                                                                            | Reti                                                                       | 1                                                                          |                                                                            |

| Cronologia completa delle presenze e delle reti in nazionale ― Stati Uniti olimpica | Cronologia completa delle presenze e delle reti in nazionale ― Stati Uniti olimpica | Cronologia completa delle presenze e delle reti in nazionale ― Stati Uniti olimpica | Cronologia completa delle presenze e delle reti in nazionale ― Stati Uniti olimpica | Cronologia completa delle presenze e delle reti in nazionale ― Stati Uniti olimpica | Cronologia completa delle presenze e delle reti in nazionale ― Stati Uniti olimpica | Cronologia completa delle presenze e delle reti in nazionale ― Stati Uniti olimpica | Cronologia completa delle presenze e delle reti in nazionale ― Stati Uniti olimpica |
| Data                                                                                | Città                                                                               | In casa                                                                             | Risultato                                                                           | Ospiti                                                                              | Competizione                                                                        | Reti                                                                                | Note                                                                                |
| ----------------------------------------------------------------------------------- | ----------------------------------------------------------------------------------- | ----------------------------------------------------------------------------------- | ----------------------------------------------------------------------------------- | ----------------------------------------------------------------------------------- | ----------------------------------------------------------------------------------- | ----------------------------------------------------------------------------------- | ----------------------------------------------------------------------------------- |
| 24-7-2024                                                                           | Marsiglia                                                                           | Francia olimpica                                                                    | 3 – 0                                                                               | Stati Uniti olimpica                                                                | Olimpiadi 2024 - 1º turno                                                           | -                                                                                   | 71’                                                                                 |
| 27-7-2024                                                                           | Marsiglia                                                                           | Nuova Zelanda olimpica                                                              | 1 – 4                                                                               | Stati Uniti olimpica                                                                | Olimpiadi 2024 - 1º turno                                                           | 1                                                                                   | 35’                                                                                 |
| Totale                                                                              |                                                                                     | Presenze                                                                            | 2                                                                                   |                                                                                     | Reti                                                                                | 1                                                                                   |                                                                                     |

## Palmarès

### Nazionale
- Gold Cup: 1

Stati Uniti 2021